# Mollisquama parini
La mielga suave (Mollisquama parini), es un tiburón de la familia Dalatiidae, y el único miembro del género Mollisquama, que habita en las aguas profundas cercanas a Chile en el océano Pacífico.
Se conoce muy poco de esta especie, avistada en la dorsal de Chile cerca del norte de este país. El holotipo, era una hembra adulta de 40 cm de longitud, encontrada a una profundidad de 330 m. Otro espécimen, un macho recién nacido, fue hallado a 370 kilómetros de las costas de Luisiana en el Golfo de México, en 2010, el cual, fue identificado como otra especie nueva, Mollisquama mississippiensis. No se sabe nada de su biología o sus amenazas en el área.